# Pilosella tubulascens
Pilosella tubulascens là một loài thực vật có hoa trong họ Cúc. Loài này được Norrl. miêu tả khoa học đầu tiên năm 1884.